# Степан Ґеник-Березовський
Степан Ґеник-Березовський (7 січня 1946, Міттенвальд — 15 грудня 2023, Торонто) — українсько-канадський журналіст, репортер, актор і громадський діяч. Багато років провадив інформаційну програму «Світогляд» про події в діаспорі, в Україні і в світі; а також працював на українській студії «Forum TV» в Торонто.

## Життєпис і телевізійна кар'єра
Народився в українській родині Романа Ґеника-Березовського і Дарії (дочки відомого діяча Володимира Загайкевича) в таборі для переміщених осіб у Німеччині, в Міттенвальді коло Мюнхена. 27 вересня 1948 родина приїхала у статусі біженців до Канади. В молоді роки пройшов вишкіл у Пласті, членом якого був усе життя. Закінчив середню школу Гамберсайд Коліджет, пізніше Учительський коледж Лейкшор, здобув бакалаврат зі славістики в Університеті Торонто, після чого викладав у школах ім. Юрія Липи та ім. Михайла Грушевського. Але вчителював недовго, захопившись тележурналістикою. Кілька років провадив програми «Світогляд», «Об'єктив» та «Як було колись» на локальній телемережі OmniTV. Після закриття програми в 2012 році перейшов на українську студію ForumTV. Яскравим штрихом його телевізійної кар'єри була серія репортажів з першого фестивалю «Червона Рута» 1989 року в Україні на світанку Незалежності.
Був членом і активним учасником Спілки українських журналістів Північної Америки.

## Акторська діяльність
Талановитий актор. Почав акторство в середно-шкільному клубі а тоді продовжував на студіях. Також в той сам час він був багато років (1964—2023) учасником самодіяльного театру «Заграва», виконавши десятки ролей у виставах театру. Театр неодноразово виїздив на гастролі, в тому числі й до України, за що Ґеник-Березовський, серед інших акторів, був нагороджений почесною грамотою Міністерства культури України (2009). Востаннє зіграв у виставі «Заграви» за п'ять днів до своєї смерті.

## Відзнаки
Степан Ґеник-Березовський як ведучий провадив багато офіційних подій, концертів, фестивалів і взагалі був помітною особистістю в українській громаді Торонто. За його цінний внесок у діяльність української громади Степан Ґеник-Березовський був відзначений Премією за лідерство Конґресу Українців Канади 2019 року.
Діти: Тимофій і Олена.